# هاودروپ
هاودروپ (به لاتین: Havdrup) یک منطقهٔ مسکونی در دانمارک است که در Solrød Municipality واقع شده‌است. هاودروپ ۲٫۲۲ کیلومتر مربع مساحت و ۴٬۳۷۰ نفر جمعیت دارد.